# Hozumi Tanaka (Jazzmusiker)
Hozumi Tanaka  (jap. 田中 穂積, Tanaka Hozumi; * 18. August 1948 in der Präfektur Tokio) ist ein japanischer Jazzmusiker (Schlagzeug, Perkussion).
Tanaka spielte in den 1970er-Jahren in der japanischen Free-Jazz-Szene u. a. im Trio von Itaru Oki, mit dem auch erste Plattenaufnahmen entstanden (Homicide Classroom). Zu hören ist er auch auf dessen Album Live at Jazz Spot Combo 1975. Des Weiteren arbeitete er mit Yuji Ohno, Kimiko Kasai, Hidefumi Toki, mit Toshiyuki Miyama und dem New Herd Orchestra, mit Anthony Braxton (Four Compositions  (1973), mit Masahiko Satoh, Keiki Midorikawa), in Masahiko Satohs Band Garandoh, im Now Music Ensemble (Inspiration & Power 14 (1973), mit Tadashi Yoshida, Kazutoshi Kakubari, Yoshiaki Fujikawa, Hiroaki Katayama, Keiki Midorikawa) und mit Stomu Yamashtas Formation East Wind. Im Bereich des Jazz war er zwischen 1970 und 1975 an neun Aufnahmesessions beteiligt.